# Улица Цаголова (Владикавказ)

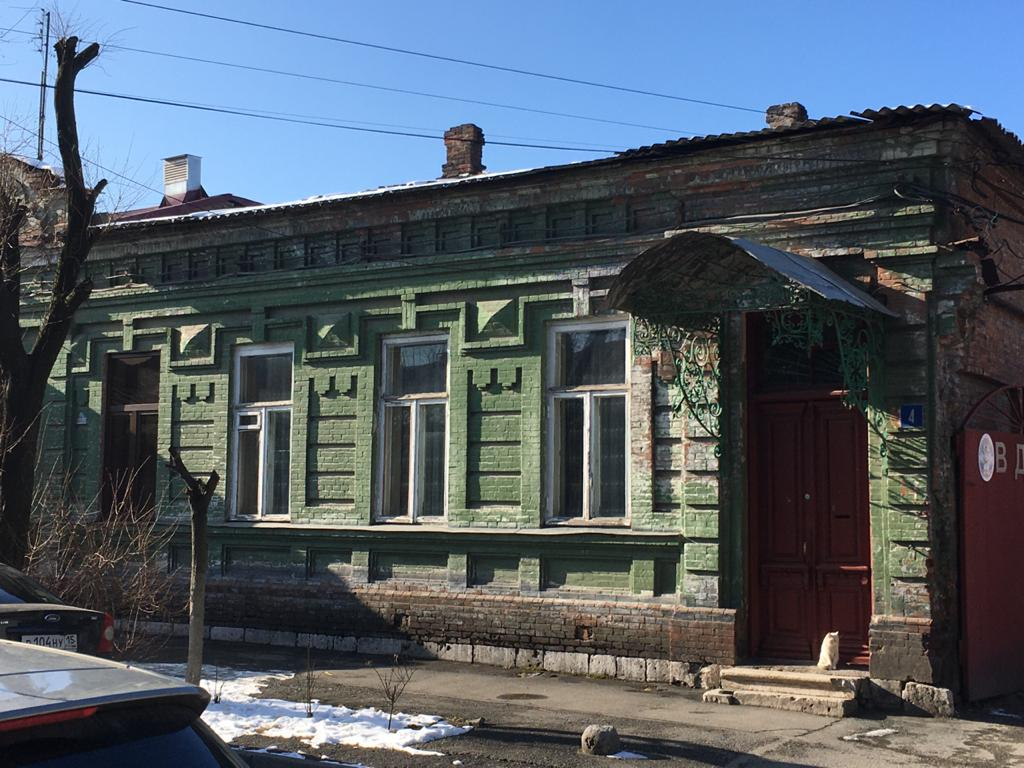
Дом № 4

Улица Цаголова — улица во Владикавказе, Северная Осетия, Россия. Улица располагается в Иристонском муниципальном округе между улицей Мордовцева и водосбросом ДзауГЭС. Начинается от улицы Мордовцева.
Улицу Цаголова пересекают улицы Армянская, Штыба, Коста Хетагурова, Павленко, Кольцова и переулок Кирпичный. На улице Цаголова заканчиваются улица Газданова и переулок Кобинский.

## История
Улица названа в память революционера, одного из основателей осетинской партии Кермен Георгия Цаголова.
Улица стала формироваться в середине XIX века и была отмечена на картах города Владикавказа как улица Тарская. Упоминается под этим же названием в Перечне улиц, площадей и переулков от 1911 и 1925 годов.
15 ноября 1933 года улица Тарская в ознаменовании 16-й годовщины Октябрьской революции была переименована в улицу Цаголова.

## Объекты
Памятники культурного наследия России
- д. 11 — в этом доме с 1911 по 1927 год проживал оперный певец и Народный артист СССР Павел Лисициан[4].
- д. 31 — дом купцов Киракозова и Оганова (№ 1530407000). Здесь с 1891 г. размещался Осетинский женский приют с училищем (бывшая Ольгинская женская школа), с 1916 г. — преобразованная из приюта Осетинская второклассная учительская женская школа, в 1918 г. реорганизованная в Осетинскую смешанную учительскую семинарию. Здесь в 1918—1920 гг. проходили заседания Осетинского историко-филологическое общества, учредителями которого стали многие деятели науки и культуры Осетии
- д. 32 — дом Гатуевых. В этом здании проживали осетинский просветитель Алексей Георгиевич Гатуев, осетинский общественный деятель Константин Алексеевич Гатуев, геолог и деятель культуры Сергей Алексеевич Гатуев. Во время контрреволюционного мятежа скрывался Сергей Миронович Киров
- д. 42 — Дом Александра Цаликова, близкого друга Коста Левановича Хетагурова (№ 1530409000). Построен в 1892 году. Здесь в 1936—1946 гг. находилась квартира-мастерская заслуженного деятеля искусств СОАССР, художника Николая Емельяновича Кочетова.

Памятники истории и культуры Северной Осетии
- д. 27 — в этом здании проживали генерал-майор Александр Васильевич Коченов, осетинские поэты Коста Хетагуров и Андрей Гулуев[5][4];
- дома 4, 6 — Атаманский дворец, резиденция начальника Терской области (в настоящее время — госпиталь).